# Crkva sv. Margarete (Dubrava)
Crkva sv. Margarete u Dubravi, rimokatolička crkva u mjestu i općini Dubrava, zaštićeno kulturno dobro.

## Opis dobra
Crkva je u osnovi gotička građevina s kraja 15.stoljeća barokizirana 1720. godine, a povijesno je značajna kao često boravište zagrebačkih biskupa u srednjem vijeku. Ubraja se među rijetke primjere srednjovjekovnih sakralnih građevina na području sjeverne Hrvatske koje su izvorno bile zidane opekom, ali neožbukane. Sastoji se od pravokutnog broda i užeg svetišta sa sakristijom, a tlocrt latinskog križa proizlazi iz postave južne bočne kapele sv. Križa i zvonika sjeverno uz brod. U cijelosti je svođena baroknim križnim svodom. Inventar potječe iz 18., 19. i početka 20. stoljeća, a glavni drveni oltar Sv. Margarete iz 1918. s oltarnom palom Ivana Tišova predstavlja rijedak primjer oltara nastalih u duhu secesijskog oblikovanja.

## Zaštita
Pod oznakom Z-2302 zavedena je kao nepokretno kulturno dobro - pojedinačno, pravna statusa zaštićena kulturnog dobra, klasificirano kao "sakralna graditeljska baština".